# Joris Ivens
Pour les articles homonymes, voir Ivens.
Georg Henri Anton Ivens, dit Joris Ivens, est un réalisateur néerlandais, né le 18 novembre 1898 à Nimègue et mort le 28 juin 1989 à Paris.
Ses œuvres font le portrait des processus de production industrielle, des phénomènes naturels, des conflits sociaux et sont marqués par sa sympathie pour le communisme. Ivens est considéré comme l'un des plus grands documentaristes du XXe siècle.

## Biographie
Le père de Joris Ivens était propriétaire de la société CAPI, une entreprise de vente de matériels de prise de vue et de produits pour la photographie. En 1911, à l'âge de 13 ans, Joris Ivens tourne son premier court métrage, La Flèche ardente, une parodie de western dans lequel il filme toute sa famille déguisée en Indiens d'Amérique. Entre 1917 et 1920, il fait des études d'économie à Rotterdam, puis de photochimie à Berlin. En 1926, il est directeur d'une filiale de la société CAPI à Amsterdam, où il filme ses premiers essais et participe activement au manifeste de la Filmliga d'Amsterdam.
À partir de 1927, sur les traces du cinéaste soviétique Dziga Vertov, il travaille à la réalisation de plusieurs courts métrages expérimentaux : Étude de mouvement à Paris et Le Pont en 1928, Pluie en 1929, et le cycle Nous construisons en 1929 et 1930. Ces films ne sont pas seulement des recherches esthétiques, Joris Ivens cherche à filmer la trace de l'homme dans son environnement. En 1930, répondant à une invitation de Vsevolod Poudovkine, il effectue une tournée de quelques mois en URSS pour présenter ses films. Il y réalise un film de propagande à la gloire du régime stalinien, Komsomol, dans les aciéries de Magnitogorsk.
En 1933, il réalise avec Henri Storck l'une de ses œuvres majeures, le documentaire Misère au Borinage, qui dénonce la misère des mineurs et la sauvagerie de l'exploitation prolétarienne dans le Borinage et qui est interdit de projection publique pendant plusieurs années.
À partir de cette époque, Joris Ivens parcourt le monde, caméra à l'épaule, pour témoigner des luttes des travailleurs, de l'histoire des peuples et de l'édification du socialisme. En 1937, il tourne Terre d'Espagne, filmé pendant la guerre civile qui ravage le pays avec un commentaire écrit et dit par Hemingway : le film exalte la lutte des républicains (sans un mot pour les anarchistes) contre l’agression franquiste, soutenue par les fascismes italiens et allemands. En 1938, il filme la résistance chinoise contre l’invasion japonaise et l’occupation de la Mandchourie dans le documentaire Les 400 Millions.
En 1940, il part aux États-Unis, où il rencontre Robert Flaherty et réalise Power and the Land (« L’électrification et la terre »), une commande du ministère de l'Agriculture américain destinée à montrer les bienfaits de l'électrification des campagnes. Durant la Seconde Guerre mondiale, Ivens participe à la série documentaire Pourquoi nous combattons, dirigée par Frank Capra.
À la fin de la Seconde Guerre mondiale, Joris Ivens repart aux quatre coins du monde et filme les peuples en lutte pour leur indépendance. En 1946, il tourne Indonesia Calling pendant une grève des dockers et des marins indonésiens contre la colonisation de leur pays. Entre 1947 et 1951, il s'intéresse aux démocraties populaires en Europe centrale et filme Les Premières Années et La paix vaincra. En 1954, il travaille sur un film de montage, Le Chant des fleuves, dans lequel il montre la vie des hommes dans différents pays du monde.
À partir de 1957, Joris Ivens s’établit en France, c'est l'occasion d'une collaboration avec Jacques Prévert sur le documentaire La Seine a rencontré Paris, qui obtient la Palme d'or du court métrage lors du Festival de Cannes 1958. Puis il repart en Asie et tourne Lettres de Chine en 1958. L'année suivante, en Italie, il réalise le documentaire L'Italie n'est pas un pays pauvre.
Beaucoup de pays d'Afrique francophone obtiennent leur indépendance au début des années 1960 ; c'est dans ce contexte que Joris Ivens filme les conditions de vie des Maliens pour Demain à Nanguila (1960).
Joris Ivens rencontre Marceline Loridan, de trente ans sa cadette, à l’avant-première d’un documentaire qu'il a réalisé, À Valparaiso, en 1963.
En 1964, il filme la troisième campagne électorale présidentielle de Salvador Allende et tourne Le Train de la victoire. Durant cette période, il forme des cinéastes et des techniciens dans les pays où il séjourne. Il met en avant une esthétique du documentaire fondée à la fois sur un travail objectif, mais aussi sur une poésie de l'image. En 1967, il coréalise avec d'autres cinéastes (Claude Lelouch, Alain Resnais, Agnès Varda, Chris Marker, Jean-Luc Godard et William Klein), le film Loin du Vietnam.

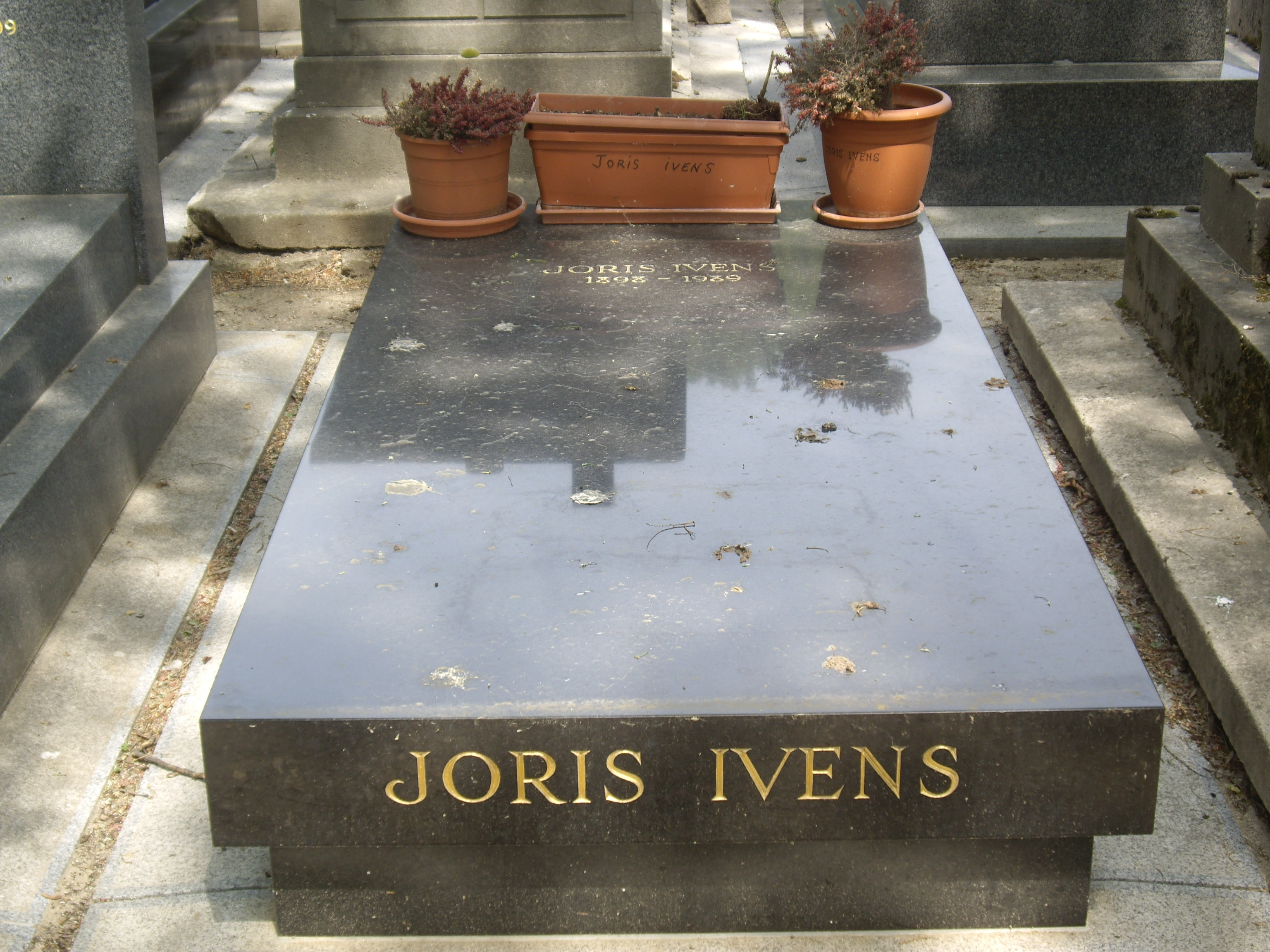
Tombe de Joris Ivens au cimetière du Montparnasse (division 12).

Durant les années 1970, il tourne très souvent en Asie et notamment en Chine pour chanter la gloire de la révolution communiste. Entre 1971 et 1976, il regroupe plusieurs films sous le titre Comment Yukong déplaça les montagnes. Cette série de 12 films sur la Chine représente plus de 11 heures de projection et exprime diverses perceptions d'un pays alors en pleine mutation. Le philosophe Bernard Sichère, militant maoïste dans les années 1970, juge avec le recul ce documentaire « inouï [...], irremplaçable dans le dogmatisme même de son parti pris ».
Pour son ultime film, Une histoire de vent, il retourne en Chine en 1988 alors l'aube de son 90e anniversaire. Ce documentaire est co-réalisé avec son épouse Marceline Loridan-Ivens, sa collaboratrice sur de nombreux projets. Ce dernier film est une œuvre lyrique, dans laquelle le cinéaste raconte son histoire, celle d'un homme qui tente de filmer le vent.
Joris Ivens meurt le 28 juin 1989, à l'âge de 90 ans. Il est inhumé au cimetière du Montparnasse (division 12), à Paris.

### Hommage
« L'art d’Ivens se qualifie en trois mots : l’amour des autres… Cette profonde humanité qui fait la fraîcheur et la jeunesse éternelle d’Ivens, cette vocation fraternelle qui l’entraîne à travers le monde pour se mettre au service de l’homme, l’aider à se faire entendre, à exposer ses problèmes, à chercher leurs solutions. Voilà ce qui caractérise l'unité de l'œuvre et de la vie d’Ivens. »

— Henri Langlois en 1957
Depuis 1990, il existe une Fondation européenne Joris Ivens installée à Nimègue.

## Filmographie
Les films d'Ivens ont été montrés à des millions de spectateurs, principalement dans les pays socialistes. En France, beaucoup furent interdits et peu sortirent commercialement.

### Longs métrages
- 1930 : Nous construisons (Wij Bouwen)
- 1931 : Creosote
- 1935 : The Reichstag Fire
- 1937 : Terre d'Espagne (The Spanish Earth)
- 1939 : Les 400 Millions (The 400 Million)
- 1949 : Les Premières Années (Pierwze Lata)
- 1952 : Pour la paix et l'amitié (Freundschaft siegt / Мы за мир), coréalisé avec Ivan Pyriev[16]
- 1954 : Le Chant des fleuves (Das Lied der Strome)
- 1956 : Les Aventures de Till l'Espiègle
- 1960 : L'Italie n'est pas un pays pauvre (L'Italia non è un paese povero)
- 1965 : Viêt Nam
- 1967 : Loin du Vietnam (film collectif supervisé par Chris Marker)
- 1968 : Le 17e Parallèle
- 1968 : Le Peuple et ses fusils (coréalisateur : Jean-Pierre Sergent)
- 1973 : Chine
- 1976 : Comment Yukong déplaça les montagnes (composé de 12 films coréalisés avec Marceline Loridan-Ivens)
- 1988 : Une histoire de vent (coréalisé avec Marceline Loridan-Ivens)

### Courts métrages
- 1912 : La Flèche ardente
- 1927 : Études des mouvements à Paris
- 1928 : Le Pont (De Brug)
- 1929 : Pluie (Regen)
- 1930 : Zuyderzee (Zuiderzeewerken)
- 1931 : Symphonie industrielle (Philips-Radio)
- 1932 : Komsomol ou le chant des héros ( Pesn o gerojach (Komsomol))
- 1933 : Misère au Borinage réalisé avec Henri Storck
- 1934 : Nouvelle Terre
- 1940 : Power and the Land
- 1942 : Our Russian Front coréalisé avec Lewis Milestone
- 1943 : Action Stations
- 1946 : Indonesia Calling
- 1951 : La paix vaincra (My za Mir)
- 1957 : La Seine a rencontré Paris
- 1960 : Demain à Nanguila
- 1961 : Carnet de voyage (Carnet de viaje)
- 1961 : Pueblo en armas
- 1962 : Algérie, année zéro,
- 1963 : À Valparaíso
- 1963 : Le Petit Chapiteau
- 1965 : Pour le Mistral
- 1966 : Europort
- 1968 : Le 17e Parallèle (documentaire coréalisé avec Marceline Loridan-Ivens)
- 1969 : Rencontre avec le président Hô Chi Minh
- 1976 : Une histoire de ballon, lycée n° 31 Pékin (documentaire coréalisé avec Marceline Loridan-Ivens)
- 1977  : Les Kazaks (documentaire coréalisé avec Marceline Loridan-Ivens)
- 1977 : Les Ouigours (documentaire coréalisé avec Marceline Loridan-Ivens)

## Récompenses et distinctions
- Prix international de la paix en 1954
- Palme d'or du court métrage au Festival de Cannes en 1958 pour La Seine a rencontré Paris, ex æquo avec La Joconde : Histoire d'une obsession de Jean Suyeux et Henri Gruel[10]
- Prix Lénine pour la paix en 1968
- Césars 1977 : César du meilleur court métrage documentaire pour Une histoire de ballon, lycée n° 31 Pékin
- Médaille d'or du mérite des beaux-arts par le Ministère de l'Éducation, de la Culture et des Sports (1984)[17].
- Mention Spéciale, 1985 au Nederlands Film Festival (Utrecht)
- Grand officier de l'ordre du Mérite de la République italienne[18]
- Lion d'or pour l'ensemble de la carrière, Mostra de Venise 1988

## Joris Ivens, acteur
En 1986, Joris Ivens joue le rôle du docteur Digitalis dans Havre, troisième et dernier long métrage réalisé par Juliet Berto, ex-égérie de Jean-Luc Godard et Jacques Rivette.